# Empelus brunnipennis
Empelus brunnipennis (лат.) — вид жуков-стафилинид, единственный в составе рода Empelus и подсемейства Empelinae. Эта группа эндемична для Северной Америки (Канада).

## Описание
Мелкие коротконадкрылые жуки (около 2 мм). Усики 11-члениковые с 3-чл. булавой. Лапки 5-члениковые (формула 5-5-5).

## Систематика
Вид был впервые описан в 1852 году под названием Litochrus brunnipennis Mannerheim, 1852. В 1861 году выделен в отдельный род Empelus LeConte, 1861. В 1992 году получил статус подсемейства Empelinae  Newton & Thayer, 1992. В 1969 году было указан в статусе невалидного (так как не было соответствующего описания) семейства Empelidae M. Abdullah, 1969.
Согласно Лоуренсу и Ньютону (Lawrence, Newton, 1995), входит в состав Omaliine-группы семейства Staphylinidae: Glypholomatinae, Microsilphinae, Omaliinae, Empelinae, Proteininae, Micropeplinae, Neophoninae, Dasycerinae, Protopselaphinae, Pselaphinae. Ранее рассматривалось в качестве семейства Empelidae.
В 2020 году в результате молекулярно-филогенетических исследований митохондриальных геномов выявлено, что подсемейство Empelinae должно быть включено в состав Omaliinae.